# Vera Brejneva
Pour les articles homonymes, voir Brejneva.
Vera Brejneva, de son vrai nom Vera Viktorovna Galouchka (en russe : Вера Викторовна Галу́шка), née le 3 février 1982 à Dnieprodzerjinsk en RSS d'Ukraine, est une chanteuse, actrice et présentatrice de télévision, ancienne soliste du groupe ukrainien VIA Gra. Elle poursuit sa carrière et vit essentiellement en Russie.

## Discographie

### VIA Gra
- 2003: Stop! Snyato!
- 2003: Biologiya
- 2004: Stop! Stop! Stop! (Premier album anglais pour l'Europe sous le nom de groupe Nu Virgos)
- 2005: Brillianty
- 2006: VIA Gea. MP3 Collection
- 2007: L.M.L. (Deuxième album anglais pour l'Europe sous le nom de groupe Nu Virgos)

## Single / Clip

### VIA Gra
- 2003: Niè ostavlyaï menya
- 2003: Ubeï moyu podrugu
- 2003: Vot Taki Dela
- 2003: Okean i tri reki
- 2003: Stop! Stop! Stop!
- 2004: Prityajenya bolshe niet
- 2004: Biologiya
- 2004: Oï govorila tchista voda
- 2004: Mir, o kotorom ya niè znala do tebya
- 2004: Take you back
- 2005: Niet nitchego khuje, tchem bit' vsyo
- 2005: I don’t want a man
- 2005: Brillianty
- 2006: Obmani, no ostansya
- 2006: Lutchik Möi Lyubimi (L.M.L)
- 2006: Lucky My Lunacy (L.M.L)
- 2006: Tsvetok i noj

### Carrière solo
- 2008: Ya niè ugrayu
- 2008: nirvana
- 2009: Lyubov' v bolshom gorode
- 2010: Leto Vsegda (avec le groupe Diskoteka Avariya)
- 2010: Lyubov' spasyot mir
- 2010: Allo, Pronto (avec Potap)
- 2011: Realnaya zisni
- 2012: Sexy Bambina
- 2012: Ishtchu Tebya (reprise de Tatiana Antsiferova)

## Filmographie
- 2010 : Nouvel An
- 2012 : Nouvel an 2
- 2012 : La jungle (ru)
- 2018 : Les Derniers Sapins de Noël (Ёлки последние) de Egor Baranov : figurante